# Passo di Viamaggio
Il Passo di Viamaggio è un valico (983 m) dell'Appennino tosco-romagnolo situato al confine tra i comuni di Pieve Santo Stefano e Badia Tedalda, in provincia di Arezzo. Il passo, che unisce la Valtiberina alla Valmarecchia, è percorso dalla Strada Statale Marecchiese che collega Sansepolcro (Arezzo) con Rimini.     
Conosciuto e frequentato fin dall'antichità, in epoca romana vi transitava la l'Iter Tiberinum  o via Ariminensis, antica via di collegamento tra Arezzo e la colonia di Rimini.
Questa strada, non consolare, non seguiva però l'attuale tracciato della Strada Marecchiese, ma faceva capo a Pieve Santo Stefano e passava dalla valle del torrente Sinigiola (l'attuale via Cerbaiolo, con l'omonimo eremo, che si innesta a poche decine di metri dal passo).